# 맥라렌 MCL36
맥라렌 MCL36(영어: McLaren MCL36)은 2022년 포뮬러 원 월드 챔피언십에서 경쟁하기 위해 제임스 키의 주도 하에 설계되고 맥라렌이 제조한 포뮬러 원 자동차이다.

## 평가 및 특성
2명의 드라이버 모두가 자신의 운전 스타일에 맞지 않거나 레이싱 카에서 바람직하다고 생각하는 특성을 제공하지 않는다고 말했다. 노리스는 제동과 코너링이 코너에서 코너까지 일관성이 없을 수 있으며 자동차가 여러 서킷에서 일관되게 작동하지 않는다고 말했다.이러한 불일치는 주로 공기역학적으로 약한 프런트 엔드, 특히 저속 코너에서 두드러지는 원인이었다.
MCL36은 다운포스 요구 사항이 더 낮은 트랙에서 공기역학적으로 효율적인 것으로 나타났고 폴포징이 거의 발생하지 않았다.일반적으로 예선에서 한 바퀴에 걸쳐 경쟁력 있는 것처럼 보였지만 전체 경주 거리 동안 어려움을 겪었다. 이것은 피렐리 타이어를 작동 창까지 가열하는 자동차의 효율성에 크게 기여했으며, 장거리에서 타이어를 보존하기가 어렵기 때문에 완화되었다.